# Super Bit Mapping
Pour les articles homonymes, voir SBM.
Le Super Bit Mapping (SBM) est un procédé de mise en forme du bruit, développé par Sony pour le mastering des CD.

## Caractéristiques
Sony affirme que le processus de Super Bit Mapping convertit un signal 20 bits de l'enregistrement principal en un signal 16 bits presque sans perte de qualité sonore, en utilisant la mise en forme du bruit pour améliorer le rapport signal/bruit sur les bandes de fréquences les plus perçues par l'oreille humaine.
L'erreur de quantification audible est réduite par la mise en forme du bruit selon une courbe isosonique. Ce traitement a lieu dans un matériel dédié à l'intérieur de l'appareil d'enregistrement. Un processus similaire est utilisé dans la conversion DSD-PCM de Sony et est appelé SBM Direct.